# Bahnhof Neumünster
Der Bahnhof Neumünster ist der Knotenpunkt zwischen den Strecken Neumünster–Flensburg, Neumünster–Heide, Hamburg-Altona–Kiel, Neumünster–Bad Oldesloe, Hamburg-Altona–Neumünster und bis 1985 Neumünster–Ascheberg. Er ist der wichtigste Bahnhof der Stadt Neumünster.

## Geschichte
Der Bahnhof wurde 1844 an der ersten Bahnstrecke Schleswig-Holsteins von Altona nach Kiel errichtet. Schon 1845 kam die Strecke nach Rendsburg der Rendsburg-Neumünsterschen Eisenbahn-Gesellschaft hinzu, durch die Altona-Kieler Eisenbahn-Gesellschaft wiederum 1866 die nach Ascheberg und weiter nach Neustadt in Holstein sowie 1875 die nach Bad Oldesloe und 1877 schließlich die Strecke nach Heide durch die Westholsteinische Eisenbahn-Gesellschaft. Die AKN erreichte Neumünster 1916, die Züge endeten aber vorerst im Bahnhof Neumünster-Süd.
Das Empfangsgebäude aus der Anfangszeit wurde 1974 abgerissen und durch einen modernen Bau ersetzt.
Seit September 1985 ruht auf der Bahnstrecke Neumünster–Ascheberg von Neumünster nach Ascheberg bei Plön der Personenverkehr. Im November 1995 wurde auch der Güterverkehr auf dieser Strecke offiziell eingestellt. 2008 wurde beschlossen, die Strecke nicht mehr in den Trassensicherungsvertrag einzubeziehen.
Ab 2009 wurden mehrere Maßnahmen zur Modernisierung und Sanierung des Bahnhofs durchgeführt. So wurden die Fahrgastinformationsanlagen ersetzt und das Wegeleitsystem erneuert. Die Bahnsteige bekamen eine moderne Ausstattung, die Zugänge zu den Bahnsteigen wurden erneuert und erhielten Aufzüge.
Im Februar 2018 eröffnete die Stadt Neumünster eine kostenpflichtige Fahrrad-Schließanlage am Posttunnel mit 106 Stellplätzen. Außerdem wurden für rund 380 000 Euro im Bahnhofsumfeld alte Vorderradständer durch sichere Hocheinsteller ersetzt und die Zahl der Stellplätze insgesamt von 160 auf 430 Plätze erhöht, da nach Schätzungen der Stadt werktäglich 300 bis 400 Neumünsteraner mit dem Fahrrad zum Bahnhof fahren.

### Zukunft
Im Landesnahverkehrsplan (2022–2027) ist eine Modernisierung des Bahnhofs sowie eine Überplanung des umliegenden Bahnhofsumfelds bis 2030 vorgesehen. Dazu heißt es: „Im Zuge des Stationsprogramms Schleswig-Holstein ist die Modernisierung der Bahnsteige, Bahnsteigdächer und Bahnsteigzugänge geplant. Zusätzlich laufen derzeit Voruntersuchungen und Abstimmungen zwischen der Stadt Neumünster, DB Station&Service AG, DB Netz AG und NAH.SH, welche Maßnahmen für den Verkehrsknotenpunkt in der Stadt sinnvoll und möglich sind. Untersucht werden dabei ein möglicher Durchstich der Personenunterführung, eine Verlegung des ZOB von der Ostseite des Bahnhofs auf die Westseite, der Bau eines Fahrradparkhauses und die Neuordnung der Verkehrsströme im Bahnhofsumfeld.“

## Betrieb
Im Fernverkehr verkehren ICE, EC und IC auf den Strecken von Hamburg nach Kiel und Flensburg. Leistungen, die nicht mehr angeboten werden, sind ICE Kopenhagen / Berlin Ostbahnhof sowie CNL Kopenhagen / Amsterdam
| Linie   | Linienverlauf | Takt          |
| ------- | --- | ------------- |
| ICE 20  | (Kiel Hbf – Neumünster –) Hamburg Hbf – Hannover Hbf – Kassel-Wilhelmshöhe – Frankfurt (Main) Hbf – Mannheim Hbf – Karlsruhe Hbf – Freiburg (Breisgau) Hbf – Basel SBB (– Zürich HB – Interlaken Ost)                                                        | einzelne Züge |
| ICE 22  | (Kiel Hbf – Neumünster –) Hamburg Hbf – Hannover Hbf – Kassel-Wilhelmshöhe – Frankfurt (Main) Hbf – Frankfurt (Main) Flughafen Fernbf – Mannheim Hbf (– Heidelberg Hbf) – Stuttgart Hbf                                                                      | einzelne Züge |
| IC 31   | Kiel Hbf – Neumünster – Hamburg Hbf – Bremen Hbf – Osnabrück Hbf – Dortmund Hbf – Düsseldorf Hbf – Köln Hbf – Koblenz Hbf – Frankfurt (Main) Hbf – Würzburg Hbf – Nürnberg Hbf – Passau                                                                      | einzelne Züge |
| IC 1981 | Flensburg – Schleswig – Rendsburg – Neumünster – Hamburg Hbf – Lüneburg – Uelzen – Hannover Hbf – Göttingen – Kassel-Wilhelmshöhe – Fulda – Würzburg Hbf – Ansbach – Gunzenhausen – Treuchtlingen – Donauwörth – Augsburg Hbf – München-Pasing – München Hbf | einzelne Züge |

### Regionalverkehr
In Neumünster halten folgende Regionalverkehrslinien:
| Linie                  | Verlauf                                                                                         |                                                                                                 | Taktfrequenz | Fahrzeuge                                                                                           | Eisenbahnverkehrsunternehmen                    |
| ---------------------- | ----------------------------------------------------------------------------------------------- | ----------------------------------------------------------------------------------------------- | ------------ | --------------------------------------------------------------------------------------------------- | ----------------------------------------------- |
| RE7                    | Flensburg – Schleswig – Rendsburg –                                                             | Neumünster – Elmshorn – Hamburg Hbf                                                             | Stundentakt  | Bombardier Twindexx Vario                                                                           | DB Regio Schleswig-Holstein                     |
| RE7                    | Kiel Hbf – Flintbek – Bordesholm – Einfeld –                                                    | Neumünster – Elmshorn – Hamburg Hbf                                                             | Stundentakt  | Bombardier Twindexx Vario                                                                           | DB Regio Schleswig-Holstein                     |
| RE70                   | Kiel Hbf – Bordesholm – Neumünster – Brokstedt – Wrist – Elmshorn – Hamburg Hbf                 | Kiel Hbf – Bordesholm – Neumünster – Brokstedt – Wrist – Elmshorn – Hamburg Hbf                 | Stundentakt  | Bombardier Twindexx Vario / Bombardier Traxx/BR112 + Bombardier-Doppelstockwagen (Dosto03, Dosto07) | DB Regio Schleswig-Holstein                     |
| RB63                   | (Büsum – Heide –) Hohenwestedt – Neumünster                                                     | (Büsum – Heide –) Hohenwestedt – Neumünster                                                     | Stundentakt  | Alstom Coradia LINT 41                                                                              | NBE Nordbahn Eisenbahngesellschaft mbh & Co. KG |
| RB82                   | Neumünster – Bad Segeberg – Bad Oldesloe                                                        | Neumünster – Bad Segeberg – Bad Oldesloe                                                        | Stundentakt  | Alstom Coradia LINT 41                                                                              | NBE Nordbahn Eisenbahngesellschaft mbh & Co. KG |
| A1                     | Neumünster – Bad Bramstedt – Kaltenkirchen – Henstedt-Ulzburg – Ulzburg Süd – Norderstedt Mitte | Neumünster – Bad Bramstedt – Kaltenkirchen – Henstedt-Ulzburg – Ulzburg Süd – Norderstedt Mitte | Stundentakt  | Alstom Coradia LINT 54                                                                              | AKN Eisenbahn AG                                |
| Stand: 20. August 2023 |                                                                                                 |                                                                                                 |              | |                                                 |

Von Neumünster aus fahren Personenzüge in sechs Richtungen. In Schleswig-Holstein ist dies sonst nur in Lübeck Hauptbahnhof der Fall. Bis 1984 fuhren Personenzüge sogar in sieben Richtungen.

#### Verkehrsunternehmen
- Die Züge der Regionalbahn Schleswig-Holstein fahren Neumünster aus Kiel oder Hamburg mit Regionalexpress- und Regionalbahnzügen stündlich an. Seit Dezember 2005 bedient sie auch den Schleswig-Holstein-Express von Padborg (Dänemark) nach Hamburg Hbf mit Halten in Flensburg, Tarp, Schleswig, Rendsburg, Nortorf, Neumünster und Elmshorn. Inzwischen ist der Abschnitt dieses Zuges zwischen Padborg und Flensburg entfallen. Von November 2003 bis Dezember 2005 betrieb die Nord-Ostsee-Bahn (NOB) den Regionalverkehr auf dieser Linie als Flensburg-Express, den sie von der insolventen Flex Verkehrs-AG übernommen hatte. Bis Dezember 2002 verkehrten hier Interregio-Züge der DB Fernverkehr. Bis 2014 wurde von der Regionalbahn SH auch die RB71 Pinneberg–Neumünster betrieben, die nun in Wrist endet und von der Nordbahn Eisenbahngesellschaft betrieben wird.
- Die AKN Eisenbahn (AKN) fährt mit ihren Triebwagen vom Typ LINT 54 von Neumünster aus über Bad Bramstedt, Kaltenkirchen und Henstedt-Ulzburg nach Norderstedt.
- Seit dem 15. Dezember 2002 fährt die Nordbahn (NBE) zwischen Neumünster, Bad Segeberg und Bad Oldesloe im Stundentakt. Der Personenverkehr von Neumünster nach Bad Segeberg war nach 18 Jahren ohne Personenverkehr im Dezember 2002 wieder aufgenommen worden. Die Nordbahn ist eine Tochtergesellschaft der AKN. Seit dem 11. Dezember 2011 bedient die Nordbahn im Stundentakt die Bahnstrecke von Neumünster nach Hohenwestedt, dann im Zweistundentakt weiter nach Albersdorf, Heide (Holst) und Büsum. Beide Strecken wurden mit Triebwagen vom Typ LINT 41 bedient, die im Frühjahr 2024 schrittweise von neuen FLIRT-Akkuzügen von Stadler abgelöst wurden.
- Seit dem 1. April 2009 fährt die DB Regio AG auf der Strecke Neumünster–Kiel mit Triebwagen der Baureihe 648 als Regionalbahn. Die NOB, die vorher diese Linie befuhr, übernahm von der DB Regio AG die Strecke Kiel–Eckernförde, die inzwischen wieder von DB Regio AG bedient wird. Bis 2015 fuhren zwischen Kiel und Neumünster hauptsächlich Lokomotiven der Baureihe 143 mit vier n-Wagen als Regionalbahn, seit Anfang 2016 verkehren auf dieser Linie Lokomotiven der Baureihe 143 oder Baureihe 112 mit modernisierten InterRegio-Wagen, die bis dahin auf dem Schleswig-Holstein-Express zum Einsatz kamen.[3] Im Rahmen der Problematik nach der Übernahme des Sylt-Verkehrs, durch die die 90 Married-Pair-Wagen wegen Kupplungsproblemen nicht eingesetzt werden konnten, wurden überzählige Modus-Wagen aus Süddeutschland nach Kiel umbeheimatet und auf dieser Verbindung eingesetzt. Zeitweise verkehrten 2017 Doppeltriebwagen der Baureihe 648 unter dem Fahrdraht. Im Jahr 2015 wurden diese Verbindungen eingestellt – statt der RB 77 gibt es seitdem den RE 70 mit tw. Twindexx, tw. Doppelstockwagen, der nach Hamburg durchgebunden wird.

### Gleise
Der Bahnhof besitzt sechs Gleise, an drei überdachten Mittelbahnsteigen, die im Personenverkehr benutzt werden. Im Regelfall werden sie wie folgt genutzt.
- Auf Gleis 1 verkehren die Züge von und nach Kaltenkirchen–Norderstedt Mitte
- Auf Gleis 2 verkehren die Züge von und nach Bad Oldesloe.
- Auf den Gleisen 3, 4 und 5 verkehren die Züge von und nach Hamburg, Kiel und Flensburg.
- Auf Gleis 6 verkehren die Züge von und nach Hohenwestedt–Heide–Büsum.

### Ausbesserungswerk
In Neumünster ist das Ausbesserungswerk Neumünster der Deutschen Bahn ansässig.

### Busverkehr
Vom Bahnhof gehen zahlreiche innerstädtische und regionale Buslinien aus. Den Stadtverkehr führt die SWN Stadtwerke Neumünster durch, den Überlandverkehr betreiben die VKP Verkehrsbetriebe Kreis Plön und die Autokraft.